# Бенуа Коклен
Бенуа-Констан Коклен (фр. Benoit-Constant Coquelin, 23 січня 1841, Булонь-сюр-Мер — 27 грудня 1909, Куйі-Пон-о-Дам, Іль-де-Франс) — французький актор і теоретик театру.

## Життя і творчість
Бенуа-Констан Коклен народився в родині пекаря. У віці 18 років навчається в консерваторії, в класі Реньє. Дебютував в 1860 році в театрі «Комеді Франсез», виконував роль Гро-Рене в комедії Мольєра «Любовна досада». Першою роллю, яка прославила молодого актора, був Фігаро, зіграний ним в 1862 році в п'єсі Бомарше «Весілля Фігаро». З цього моменту він стає одним з перших в «Комеді Франсез» виконавців комедійних слуг. Однак з огляду на те, що в театрі за багатьма ролями, цікавими для Коклена, закріплювалася спадкоємність у виконанні акторами «по старшинству», і тому перспективи зіграти їх у нього не було, Коклен був змушений в 1885 році піти з «Комеді Франсез».
Найбільш вдалими були ролі, зіграні Кокленом після виходу з «Комеді Франсез». Це Сганарель в «Лікар мимоволі», Журден («Міщанин у дворянстві»), «Тартюф» в однойменній п'єсі (всі — комедії Мольєра). Однак вершиною його творчості був образ Сірано де Бержерака з однойменної п'єси Ростана, втілений їм в паризькому театрі «Порт-Сен-Мартен», який Коклен очолював з 1897 року. Актор багато гастролював і за межами Франції. У 1882, 1889 і 1892 роках він відвідав з гастролями Росію і виступав в Петербурзі, Москві та Одесі.